# MinLag
MinLag, errichtet 1948, war ein Sonderlager des MWD für politische Gefangene. Diese Sonderlager mit verschärftem Regime waren in der Nachkriegszeit ab 1948 durch das MWD (ehem. NKWD) geschaffene spezielle Einrichtungen im allgemeinen Gulag-System in der Sowjetunion.

## Bezeichnung
MinLag, russisch Минлаг, der zu dem großen Komplex der Gulag-Lager gehörte, wurde durch das MWD errichtet. Ursprünglich trug es die Bezeichnung Ossoblag Nr. 1, d. h. Sonderlager Nr. 1 (aus ossoby lager 1/особый лагерь № 1, особлаг № 1). Der Name MinLag, offenbar aus dem zugeteilten Telegraphen-Code „Mineral“ abgeleitet, wurde erst später vergeben (zugeteilt am 10. Mai 1948). MinLag stammt von Mineralny lager/Минеральный ла́герь, d. h. Mineral-Lager; diese Bezeichnungen für die ursprünglich nummerierten Sonderlager wurden meist zufällig vergeben, als eine Art Code, meist ohne irgendeinen Bezug zur Realität. Nach 1954 lautete der Name  Mineralny ITL/Минеральный ИТЛ für Mineralny isprawitelno-trudowoi lager/Минеральный исправительно-трудовой лагерь – Besserungs- und Arbeitslager Mineral.

## Geschichte und Tätigkeit
Das Sonderlager MinLag wurde am 28. Februar 1948 aufgrund des Dekrets Nr. 00219 des Innenministeriums MWD vom 21. Februar 1948 gegründet und auf dem Gelände des Besserungs- und Arbeitslagers IntaLag (auch IntLag) errichtet, von dem es nach und nach die gesamte Einrichtung übernahm. IntaLag wurde dann am 30. Oktober 1948 aufgelöst. 1954, nach Stalins Tod, büßte MinLag den Status des Sonderlagers ein und wurde zu einem der vielen Besserungsarbeitslager (ITL) umorganisiert. MinLag wurde am 6. März 1957 geschlossen.
Das Lager befand sich in der Nachbarschaft der Gemeinde Inta in der autonomen Republik Komi im Nordwesten Russlands. Die Insassen wurden zur Arbeit beim Kohle- und Erzabbau, bei Wohnungs- und Straßenbau und bei Holzabbau eingesetzt.

## Insassenzahlen
Nach der Errichtung des Lagers zählte man im September 1948 9.332 Häftlinge, im Januar 1949 dann bereits 24.112 Häftlinge und im Januar 1952 34.448 Häftlinge. In den nächsten Jahren stagnierte die Zahl bei unter 30.000 Häftlingen und sank weiter im Januar 1955 auf 15.259, im Januar 1956 auf 10.327 und im März 1957 (kurz vor der Auflösung des Lagers) auf 6.819 Häftlinge.
In MinLag wurden auch ausländische Häftlinge interniert: 1952 soll es offiziellen Angaben zufolge 1.000 Ausländer gegeben haben, anderen Quellen zufolge gab es jedoch im Zeitraum von 1950 bis 1953 in den beiden Sonderlagern in der ASSR der Komi, das heißt MinLag und Retschlag, über 7.000 ausländische Häftlinge, einschließlich der nach dem Koreakrieg (bis 1953) gefangengenommenen US-amerikanischen Soldaten.

## Bekannte Häftlinge
Unter den Häftlingen befanden sich – außer anderen bekannten Namen – auch einige Deutsche:
- Alla Jewgenjewna Tumanowa (Alla Reif)
- Bodo Platt
- Eduard Lindhammer
- Ernst Friedrich Wirth
- Hans Jürgen Jennerjahn
- Helmut Tisch
- Jewgenija Dmitrijewna Wrublewskaja
- Susanna Solomonowna Petschuro
- Wassili Alexejewitsch Grezki